# بینزینو
لیم سونگ بین (کره‌ای: 임성빈؛ زادهٔ ۱۲ سپتامبر ۱۹۸۷) که بیشتر با نام هنری بینزینو (انگلیسی: Beenzino؛ کره‌ای: 빈지노) شناخته می‌شود، رپر اهل کره جنوبی است. بنزینو در ابتدا به خاطر عضو گروه دونفرهٔ جازی‌فکت به شهرت رسید که در سال ۲۰۰۸ با شیمی توایس تشکیل داده بود. او به خاطر سبک ملودیک رپش مورد توجه است. بنزینو در سال ۲۰۱۵ به عنوان هنرمند انفرادی در آمریکا تور برگزار کرد.